# The Nashville A-Team
The Nashville A-Team fue el apodo dado a un grupo de músicos de sesión en Nashville (Tennessee), que obtuvieron gran reconocimiento en las décadas de 1950, 1960 y principios de 1970. Realizaron numerosas sesiones para respaldar las grabaciones de cantantes como Elvis Presley, Eddy Arnold, Patsy Cline, Jim Reeves, Bob Dylan, Moon Mullican, Jerry Lee Lewis, Brenda Lee y otros. 

## Historia
Los miembros del Nashville A-Team normalmente eran músicos que provenían de la música country pero eran muy versátiles y podían ejecutar a la perfección diferentes géneros, desde el jazz hasta el rock and roll. Se pueden encontrar ejemplos de sus inclinaciones jazzísticas en el álbum After the Riot at Newport con Chet Atkins, en el álbum de Hank Garland titulado Velvet Guitar, en Said I to Shostakovitch de Tupper Saussy, Modern Country de Kai Winding, Tennessee Firebird de Gary Burton y Chester & Lester de Chet Atkins y Les Paul. La banda de country progresivo Area Code 615 estaba compuesta casi en su totalidad por miembros del Nashville A-Team.
En 2007, el Nashville A-Team fue incluido en el Salón de la Fama de los Músicos de Nashville.  Los miembros incluidos  ese año fueron Harold Bradley, Floyd Cramer, Pete Drake, Ray Edenton, Hank Garland, Buddy Harman, Tommy Jackson, Grady Martin, Charlie McCoy, Bob Moore, Boots Randolph, Hargus "Pig" Robbins y Jerry Kennedy . 

## Miembros
- Bajistas: Bob Moore, Ernie Newton, Henry Strzelecki, Junior Huskey, Joe Zinkan, Norbert Putnam, Floyd "Lightnin'" Chance, [4] Joe Osborn
- Bateristas: Buddy Harman, Jerry Carrigan, Farris Coursey, Doug Kirkham, Larrie Londin (década de 1970), Kenny Buttrey
- Teclistas: Floyd Cramer, Hargus "Pig" Robbins, Owen Bradley, Bill Pursell, David Briggs, Steve Nathan
- Guitarristas: Chet Atkins, Grady Martin, Hank Garland, Ray Edenton (también mandolina, ukelele y banjo), Harold Bradley, Velma Williams Smith, Paul Yandell, Pete Wade, Jerry Kennedy, Norman Blake, Jimmy Capps, Spider Wilson, Fred Carter. Jr., Billy Sanford, Joe South, Wayne Moss, Jimmy Colvard, Chip Young
- Violín: Tommy Jackson, Johnny Gimble, Buddy Spicher, Dale Potter, Vassar Clements, Brenton Banks
- Guitarra de acero: Pete Drake, Jerry Byrd, Buddy Emmons, Ralph Mooney, Lloyd Green, Shot Jackson, Jerry Kennedy, Maurice Anderson, Hal Rugg, Weldon Myrick, Little Roy Wiggins, Walter Haynes
- Banjo: Earl Scruggs, Buck Trent, Sonny Osborne, Bobby Thompson
- Mandolina: Kenneth C. Burns
- Saxofón: Boots Randolph
- Percusión: Farrell Morris, Sam Bacco
- Armónica: Charlie McCoy (también teclados, metales, percusión y guitarra), Jimmy Riddle
- Arpa: Mary Alice Hoepfinger
- Coristas: The Jordanaires, The Anita Kerr, The Nashville Edition